# Nayola
Pour plus de détails, voir Fiche technique et Distribution.
Nayola est un film d'animation portugais, belge, néerlandais et français réalisé par José Miguel Ribeiro et sorti en 2022.

## Synopsis
Le récit poétique et magique évoque trois générations de femmes : la grand-mère Lelena, la mère Nayola et sa fille Yara. Il alterne ainsi des passages situés dans l'Angola de 1995, en pleine guerre civile, et l'Angola de 2011, où la liberté d'expression n'est pas encore assurée. Ainsi, le passé et le présent s'entrecroisent : alors que la téméraire Nayola recherche désespérément son mari en 1995 parmi les soldats engagés dans les combats, la rebelle Yara se bat avec son rap contre le régime autoritaire qui ne correspond pas au rêve des combattants. Mais un jour, une étonnante rencontre a lieu.

## Fiche technique
- Titre : Nayola
- Réalisation : José Miguel Ribeiro
- Scénario : Virgílio Almeida, d'après l'œuvre de Mia Couto et José Eduardo Agualusa
- Animation : Elie Klimis, João Monteiro, João Silva, Johanna Bessiere, Lisandro Schurjin, Luís Vital et Patrick Raats
- Photographie :
- Décors :
- Musique : Alex Dibicki
- Production :
- Société de production : Praça Filmes, S.O.I.L. Productions, JPL Films, Il Luster Films et Luna Blue Film
- Société de distribution : Urban Distribution International
- Pays de production :  Portugal,  Belgique,  Pays-Bas et  France
- Langue originale : portugais
- Format : couleur — 2,35:1
- Genre : animation
- Durée : 82 minutes
- Dates de sortie :
  - France : 14 juin 2022 (Annecy) ; 8 mars 2023 (sortie nationale)
- Classification[1] :
  - France : tous publics avec avertissement

## Distribution

### Voix originales
- Elisângela Kadina Rita : Nayola
- Catarina André : la soldate
- Marinela Furtado Veloso : l'homme masqué
- Feliciana Délcia Guia : Yara
- Vitória Adelino Dias Soares : Lelena